# Хосе Горостиза
Хосе Горостиза Алкала (шп. José Gorostiza Alcalá; Виљаермоса, 10. новембар 1901. — Мексико Сити, 16. март 1973) био је мексички песник, просветитељ и дипломата.

## Биографија
Хосе Горостиза је рођен у Виљаермоси, а у Мексико Сити се преселио 1920. године, где је касније и дипломирао. Као дипломата, живео је и радио у иностранству, а у Лондон се преселио 1927. године. Од 1937. до 1939. године био је други секретар посланства у Копенхагену, те први секретар у Риму од 1939. до 1940. године.
Године 1944, служио је као опуномоћени министар и генерални директор за политичка питања и спољне службе, а 1946. године био је саветник представника Мексика у Савету безбедности УН. Од 1950. до 1951. године био је амбасадор Мексика у Грчкој. Од 1953. до 1964. године био је делегат на многим међународним конференцијама, а од 1965. до 1970. био је председник Националне комисије за нуклеарну енергију.
Уз Карлоса Пељисера и Хавијера Виљаурутију, Хосе Горостиза био је један од најистакнутијих авангардних песника у групи која се окупила око часописа „Лос контемпоранеос“ (шп. Los Contemoráneos; „савременици“). Његов књижевни учинак, иако малобројан, био је богат садржајем. Његова прва књига поезије, Canciones para cantar en las barcas, објављена је 1925. године. Након четрнаест година књижевног затишја, објавио је поезију Muerte sin fin, која се сматра његовим ремек-делом.